# 김신 (PD)
김신(1985년 5월 31일~)은 대한민국의 방송 PD이다. 라디오, 음악, 예능, 콘서트 등 다양한 장르의 프로그램을 연출하며 활동하고 있다. 주요 연출 작품으로는 《송도맥주축제》, 《싱투게더 2》, 《소울스타》, 《고스타버스타》, 《베스트 드림콘서트》, 《틴받는 프렌즈》 등이 있다.

## 경력
- 2011년: 방송사 공채 입사
- 2012년: 제39회 한국방송대상 지역교양정보부문 작품상 수상
- 2012년~2018년: 《송도맥주축제》 (공연) PD
- 2014년~2025년: 《가족사랑축제 콘서트》 (공연) PD
- 2019년~: 《수원컨벤션센터 오픈기념 콘서트 with 싸이》 (공연) PD
- 2021년: 《싱투게더 2》 (디스커버리채널 예능) PD
- 2021년: 《소울스타》 (웹예능) PD
- 2022년: 《고스타버스타》 (웹예능) PD
- 2024년: 《베스트드림콘서트》 (공연) PD
- 2024년: 《틴받는 프렌즈》 (EBS 예능) PD

## 주요 작품
- 《송도맥주축제》 (공연, 2012~2018) - PD
- 《가족사랑축제 콘서트》 (공연, 2014~2025) PD
- 《수원컨벤션센터 오픈기념 콘서트 with 싸이》 (공연, 2019 ) PD
- 《싱투게더 2》 (디스커버리채널 예능, 2021) - PD
- 《소울스타》 (웹예능, 2021) - PD
- 《고스타버스타》 (웹예능, 2022) - PD
- 《베스트드림콘서트》 (공연, 2024) - PD
- 《틴받는 프렌즈》 (EBS 예능, 2024) - PD

## 수상
- 2012년 제39회 한국방송대상 지역교양정보부문 작품상